# Külmale maale (Roman)

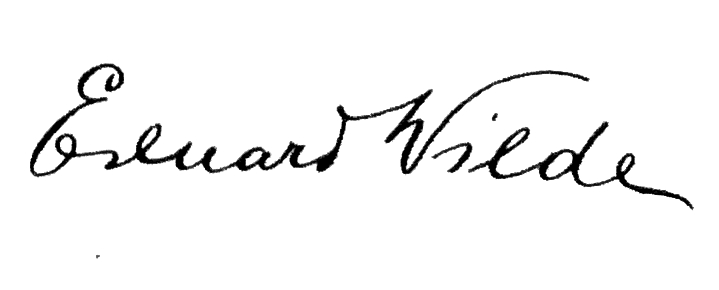

Külmale maale (Nach kaltem Lande) ist der Titel eines Romans des estnischen Schriftstellers Eduard Vilde (1865–1933). Er erschien 1896 im estnischsprachigen Original.

## Erscheinen
Eduard Vilde arbeitete seit 1893 in der Redaktion des Postimees, nachdem er zuvor zwei Jahre in Berlin verbracht hatte, wo er sich intensiv mit dem deutschen Realismus und Naturalismus vertraut gemacht hatte. Im gleichen Jahr war seine Erzählung Karikas kihvti (Ein Becher Gift) erschienen, die bisweilen auch als Roman bezeichnet worden ist und mit dem drei Jahre später erschienenen Nach kaltem Lande um den Status des Erstlings des kritischen Realismus in der estnischen Literatur streitet.
Vilde begann Ende 1895 mit der Niederschrift des Romans, der ab dem 2. Januar 1896 komplett als Fortsetzungsgeschichte in der Zeitung Postimees erschien, und zwar in den Nummern 1–51 (bis 2. März). Als Buch wurde der Roman erstmals 1896 im Verlag des Postimees in Jurjev, wie Tartu damals infolge der Russifizierungsbestrebungen hieß, gedruckt. Neuauflagen folgten in den Jahren 1897, 1924, 1930, 1934, 1943, 1947, 1948, 1954, 1960, 1976 und 2005.

## Handlung
Im Zentrum des Romans steht der arme, landlose Kätner Jaan Vapper, der als einziger für die Ernährung seiner Mutter und drei jüngeren Geschwister zuständig ist. Nach längerer Krankheit ist er arbeitslos geworden, versucht aber trotzdem, auf ehrliche Weise für den Unterhalt seiner Familie zu sorgen. Als ihm zwielichtige Gestalten in der Kneipe eine lukrative Verdienstmöglichkeit in Aussicht stellen, bleibt er standhaft und lehnt ab, weil er ahnt, dass er in ein Verbrechen hereingezogen werden soll. Seine Freundin Anni, Tochter des reichen Dorfältesten Andres, steckt ihm hin und wieder etwas zu, aber aufs Ganze gesehen gelingt ihm die Versorgung der Familie nicht.
Schließlich muss er doch einen Diebstahl begehen bzw. sich an gesetzeswidrigen Aktionen beteiligen. Zunächst kann Anni ihn durch eine Falschaussage im Prozess vor Schlimmerem bewahren, bald aber werden weitere Beweise gefunden und Annis Meineid aufgedeckt. Beide werden verurteilt und nach Sibirien, das „kalte Land“, verbannt. Damit sie wenigstens zusammenbleiben können, heiraten sie in der Gefangenschaft noch vor dem Abtransport nach Sibirien.

## Bedeutung
Vilde zeigt in dem Roman auf fast simple Art und Weise, dass ein Verbrechen seine Ursache nicht unbedingt in moralischer Verworfenheit haben muss, sondern gleichsam als zwangsläufige Folgerung von sozialem Elend gesehen werden kann, denn die Sympathien des Autors sind bei Jaan und Anni, wobei letztere nach Meinung der heutigen Kritik „vielleicht zu ideal dargestellt ist.“ Außerdem zeigt die symbolischen Schlussszene des Romans, in der der Zug mit den Gefangenen die Stadt verlässt und ein Gewitter losbricht, in dessen Folge der Blitz in Herrenhaus und Kirche einschlägt, die persönlichen Sympathien des Autors, der hiermit zu verstehen geben will, dass er diese Gesellschaftsordnung nicht besonders schätzt. Während dort die verarmte Landbevölkerung im Zentrum steht,

## Adaptationen und Übersetzungen in andere Sprachen
- 1951 Dramatisierung von Endel Nirk[6]

- 1954 Dramatisierung von Ott Raudheiding (Theater Rakvere)

- 1965 wurde in der Regie von Ants Kivirähk und Valdur Himbek ein Spielfilm nach dem Roman gedreht, siehe den IMBd-Eintrag.

Eine Übersetzung ins Deutsche liegt bislang nicht vor, der Roman ist in den folgenden Sprachen erschienen:
- Lettisch: Uz salto zemi. Trad. Jānis Žigurs. Riga: Latvijas valsts izdevnieciba 1939. 216 S.
- Rumänisch (Moldauisch): Спре аспре мелягурь. Картя молдовеняска 1967. 240 S.
- Russisch: В суровый край. Перевод с эстонского: О. Наэль. Таллин: Художественная литература и искусство 1948. 224 S.
- Tschechisch: Do chladného kraje. Z estonského přeložila Kyra Platovská. Praha: Státni nakl. krásne lit. hudby a uměni 1960. 233 S.
- Ukrainisch: В суворий край. Киïв: Державне вид-во худож. лит. 1953. 152 S.